# 森田想
森田 想（もりた こころ、2000年2月11日 - ）は、日本の女優、元子役。
東京都出身。ホリプロ・インプルーブメント・アカデミーを経てステッカー所属。

## 略歴
幼いころは目立ちたがり屋の「うるさい子供」で、テレビに出ている同じ年頃の子供たちを羨み、「うるさくしてもいい場所に」との母の後押しもあって小学1年生の時に養成所のオーディションを受けて事務所に所属し子役として活動を開始する。読書好きだったことから「物語の登場人物になれる演技の仕事はすぐ好きになれた」という。
中学生の時にはオーディションを経て2015年公開の『ソロモンの偽証』に出演、メインキャストの役を得られなかった悔しさから「もっとがんばらないとだめだ」と演技への意識が変わる。
第30回東京国際映画祭日本映画スプラッシュ部門選出作品で2018年3月公開の『アイスと雨音』にて初主演を務め、若手演技派女優として注目を浴びる。

## 人物
身長は157cm、スリーサイズはB73cm、W58cm、H82cm、靴のサイズは24cm。
血液型はB型。
趣味は読書、映画鑑賞、音楽鑑賞、写真を撮ること、ドラマ鑑賞。
特技は茶道、琴、ジャズダンス、バトントワリング。一輪車。
伊藤沙莉や上白石萌歌と仲が良い。

## 受賞歴
2022年
- マドリード国際映画祭2022外国映画部門 主演女優賞（『わたしの見ている世界が全て』）

2024年
- 第16回TAMA映画賞 最優秀新進女優賞（『辰巳』『朽ちないサクラ』『サユリ』『NN4444』『愚鈍の微笑み』『正欲』）

2025年
- 第34回日本映画プロフェッショナル大賞 新進女優賞（『辰巳』） 

## 出演

### テレビドラマ
- 三日遅れのハッピーニューイヤー!（2007年、TBS）
- ロス:タイム:ライフ 第5節（2008年3月1日、フジテレビ） - 書店の子供たち（女の子） 役
- キミ犯人じゃないよね? 最終話（2008年6月13日、テレビ朝日） - めぐみ 役
- 農家の嫁は弁護士!神谷純子のふるさと事件簿4（2009年2月18日、テレビ東京）
- ゴーストタウンの花（2009年3月20日、テレビ朝日） - 柳川美香 役
- 赤鼻のセンセイ（2009年、日本テレビ） - 森口想 役
- 霊能力者 小田霧響子の嘘（2010年、テレビ朝日） - 幼少期の小田霧響子 役
- 土曜時代劇 隠密八百八町（2011年、NHK） - 幼少期の千代 役
- ハガネの女 season2 第1話（2011年4月21日、テレビ朝日） - 松本加奈の友人 役
- 贖罪 第2話（2012年1月15日、WOWOW） - 泣かされる児童 役
- 嘘の証明 犯罪心理分析官・梶原圭子（2012年5月9日、テレビ東京） - 常盤由紀子（幼少期）役
- 刑事吉永誠一 涙の事件簿 第7話（2013年11月22日、テレビ東京） - 中学時代の大杉洋子 役
- 外科医 鳩村周五郎13（2014年7月4日、フジテレビ） - 堀口菜月 役
- 禁断のホラーミステリー怪異TV 第2話（2015年8月13日、NHK BSプレミアム） - 桧山夏美 役
- ミュージアム-序章-（2016年10月13日、WOWOW） - 佐土原美保 役
- 変身（2015年10月19日、フジテレビTWO 第3回「ドラマ甲子園」大賞受賞作品） - 美寿々Ｂ 役
- 噂の女 第2話（2018年4月21日、BSテレビ東京） - 渡辺唯 役
- 福岡恋愛白書14 天神ラブソング （2019年3月22日、九州朝日放送） - 吉武亜希子 役
- びしょ濡れ探偵 水野羽衣 第4話（2019年7月25日、テレビ東京） - 森山里美 役
- 大河ドラマ いだてん〜東京オリムピック噺〜（2019年10月6日・13日・27日、NHK） - 少女期の美濃部喜美子 役
- 連続テレビ小説 エール（2020年6月16日 - 、NHK） - 幸文子 役
- 家政夫のミタゾノ 最終話（2020年7月24日、テレビ朝日） - 春日真冬 役
- 先生を消す方程式。（2020年10月31日 - 12月19日、テレビ朝日） - 大木薙 役[9]
- ワンモア（2021年4月6日 - 5月18日、メ〜テレ） - ヒロイン・沖田莉奈 役[10]
- 高嶺のハナさん 第5話・第8話（2021年5月8日・29日、BSテレ東） - 園田エミ 役
- この初恋はフィクションです 第17話 - 第21話（2021年11月8日 - 15日、TBS） - 岩城（泉に声をかけた演劇部員）役
- お茶にごす。第9話（2021年12月2日、テレビ東京） - 真夜 役
- 阿佐ヶ谷姉妹の のほほんふたり暮らし 第5話（2021年12月6日、NHK総合） - 隣人高橋の女友達レナ 役
- 鉄オタ道子、2万キロ 第6話（2022年2月12日、テレビ東京） - 舞香 役
- 特捜9 Season5 第4話（2022年4月27日、テレビ朝日） - 神原恵子（アヤコ）役[11]
- インビジブル 第5話（2022年5月13日、TBS） - サキ 役
- 金田一少年の事件簿 第5話（2022年5月29日、日本テレビ） - 鳴沢沙耶 役
- 花嫁未満エスケープ（テレビ東京） - 原田恵里菜 役
  - 花嫁未満エスケープ 第10話（2022年6月10日）
  - 花嫁未満エスケープ 完結編 第1話・第2話（2023年1月7日・14日）
- 特集ドラマ「二十四の瞳」（2022年8月8日、NHK BSプレミアム / BS4K） - 加部小ツル 役
- 消しゴムをくれた女子を好きになった。（2022年8月22日 - 9月26日、日本テレビ） - 野々村典子 役
- 杉咲花の撮休 第4話（2023年3月3日、WOWOW） - オグラ 役
- 超人間要塞 ヒロシ戦記 第15話（2023年3月8日、NHK総合）
- #who am I（2023年3月8日 - 22日、フジテレビ） - 池上ゆあ 役[12]
- スーパーのカゴの中身が気になる私 第1話・第6話（2023年7月23日・8月27日、中京テレビ） - 御子柴葵 役[13][14]
- 沼オトコと沼落ちオンナのmidnight call 〜寝不足の原因は自分にある。〜 第4話（2023年9月20日、テレビ東京） - 金子千智 役
- インターホンが鳴るとき（2023年10月12日 - 12月14日、テレビ大阪） - 丹波真琴 役[15]
- OZU 〜小津安二郎が描いた物語〜 第4話「淑女と髯」（2023年12月3日、WOWOW） - 幾子 役[16]
- 弁当屋さんのおもてなし シーズン2 第2話（2024年1月20日、北海道テレビ） - 土田若菜 役[17]
- ブラックガールズトーク 第4話（2024年2月26日、テレビ東京） - 岩崎星子 役[18]
- シークレット同盟（2024年4月5日 - 6月21日、読売テレビ） - 日和 役[19]
- 滅相も無い（2024年4月17日 - 6月5日、MBS・TBS） - 帰国生の青山 役[20][21]
- 民王R 第2話・第3話（2024年10月29日・11月5日、テレビ朝日） - 宇都美円香 役
- 3000万（2024年10月5日 - 11月23日、NHK総合・NHK BSプレミアム4K） - ソラ 役[22]
- TRUE COLORS（2025年1月5日 - 3月2日、NHK BSプレミアム4K・NHK BS4K） - 佐野麻衣子 役[23]
- 秘密〜THE TOP SECRET〜（2025年1月20日 - 4月7日、関西テレビ・フジテレビ） - 宇野穂香 役[24]
- アポロの歌（2025年2月19日 - 4月2日、MBS・TBS） - 康子 役[25]
- 三笠のキングと、あと数人（2025年4月25日 - 5月30日、北海道放送） - 高梨由紀子 役[26][27]
- あやしいパートナー（2025年4月30日 - 7月16日、MBS・TBS） - 風間早希子 役[28]

### 配信ドラマ
- 放課後ソーダ日和（2018年6月29日 - 8月20日、YouTube） - サナ 役[29]
- 湘南純愛組! 第6話（2020年2月28日 - 、Amazonプライム・ビデオ） - 温子 役
- 妖怪人間ベラ 〜Episode 0〜（2020年8月13日配信、全10話、Amazonプライム・ビデオ） - 御園麻里亜 役[30]
- 頼田朝日の方程式。-最凶の授業-（2020年10月31日 - 12月19日、AbemaTV） - 大木薙 役[31]
- トラックガール（2023年7月19日、FOD） - 直方ミナ 役[32]
- ラブリーアンサンブル（2025年2月15日・3月22日、Hulu） - 牧野マイカ 役[33]

### 映画
- 映画 鈴木先生（2013年1月12日、角川書店 / テレビ東京） - 湯川 役
- ソロモンの偽証（松竹） - 蒲田教子 役
  - ソロモンの偽証 前篇・事件（2015年3月7日）
  - ソロモンの偽証 後篇・裁判（2015年4月11日）
- 俺物語!!（2015年10月31日、東宝）
- デスフォレスト 恐怖の森3（2015年12月12日、ユーロスペース） - 高橋菜月 役
- orange（2015年12月12日、東宝） - 太田香代子 役
- 貞子vs伽椰子（2016年6月18日、KADOKAWA） - 真来 役
- SCOOP!（2016年10月1日、東宝） - 和子 役
- ハルチカ（2017年3月4日、KADOKAWA）
- 暗黒女子（2017年4月1日、東映）
- 3月のライオン 後編（2017年4月22日、東宝 / アスミック・エース）
- 笑う招き猫（2017年4月29日、DLE） - 安達泉 役
- ピーチガール（2017年5月20日、松竹）
- 心が叫びたがってるんだ。（2017年7月22日、アニプレックス） - 三上聖名子 役
- アイスと雨音（2018年3月3日、SPOTTED PRODUCTIONS） - 主演・こころ 役[34][35]
- 放課後ソーダ日和 特別版（2019年3月22日、SPOTTED PRODUCTIONS） - サナ 役
- タイトル、拒絶（2019年） - キョウコ 役
- 踊ってミタ（2020年3月7日、東映ビデオ） - 中森 役[36]
- 朝が来る（2020年10月23日、キノフィルムズ） - トモカ 役
- 10万分の1（2020年11月27日、ポニーキャニオン） - 莉乃のクラスメイト 役
- FUNNY BUNNY（2021年4月29日、FUNNY BUNNY製作委員会） - 遠藤葵 役[37]
- 君は永遠にそいつらより若い（2021年9月17日、Atemo） - 岡野あかり 役[38]
- 蜜月（2022年3月25日公開予定・公開中止、アークエンターテインメント） - 香澄 役[39]
- わたし達はおとな（2022年6月10日、ラビットハウス） - 絵梨 役[40]
- レジェンド&バタフライ（2023年1月27日、東映） - すみ 役[41]
- ミューズは溺れない（2023年3月18日、カブフィルム） - 大谷栄美 役
- わたしの見ている世界が全て（2023年3月31日、Tokyo New Cinema） - 主演・熊野遥風 役[42][43]
- 愚鈍の微笑み（2023年10月20日、春巻号） - 主演・ユカ 役（田辺桃子、小出薫とトリプル主演）[44][45]
- 正欲（2023年11月10日、ビターズ・エンド） - 久留米よし香 役
- NN4444「洗浄」（2024年2月16日、NOTHING NEW）- かなみ 役[46]
- 辰巳（2024年4月20日、インターフィルム、小路紘史監督） - ヒロイン・葵 役[47][48][49]
- 朽ちないサクラ（2024年6月21日、カルチュア・パブリッシャーズ） - 津村千佳 役[50]
- サユリ（2024年8月23日、ショウゲート） - 神木径子 役[51]
- ミッシング・チャイルド・ビデオテープ（2025年1月24日、KADOKAWA） - 久住美琴 役[52]
- リライト（2025年6月13日、バンダイナムコフィルムワークス） - 桜井唯 役[53][54]

### 舞台
- BOOK ACT「芸人交換日記」（2020年1月） - 久美・黄染 役

### バラエティ番組
- 私たちは天使だ!! 〜教えて浜ちゃん 芸能界で当てて親孝行するぞスペシャル!〜（2009年、毎日放送）

### ラジオドラマ
- FMシアター　春のいる場所（2024年4月6日、NHK-FM） - 北川春 役[55]

### CM
- ベネッセ、チャレンジ一年生
- UR都市機構、UR賃貸住宅「大家族のような」篇（2006年）
- キヤノン、ココロをつなぐEOS kissデジタル
- ミツカン、味ぽん（2010年）
- JR東日本「【東北へ篇】自分の世界に、まだない場所へ。」（2023年5月 -）

### MV
- Rihwa 「ミチシルベ」（2017年9月20日）
- 羊文学 「Step」（2018年1月15日）
- Lucie,TOO「キミに恋」（2018年2月7日）[56]
- GRAPEVINE「すべてのありふれた光」（2019年2月6日）[57]
- Vulfpeck 「Half of the Way」（2019年11月20日）[58]
- 原由子「スローハンドに抱かれて（Oh Love!!）」（2022年10月19日）[59]